# Sčítač cyklistů

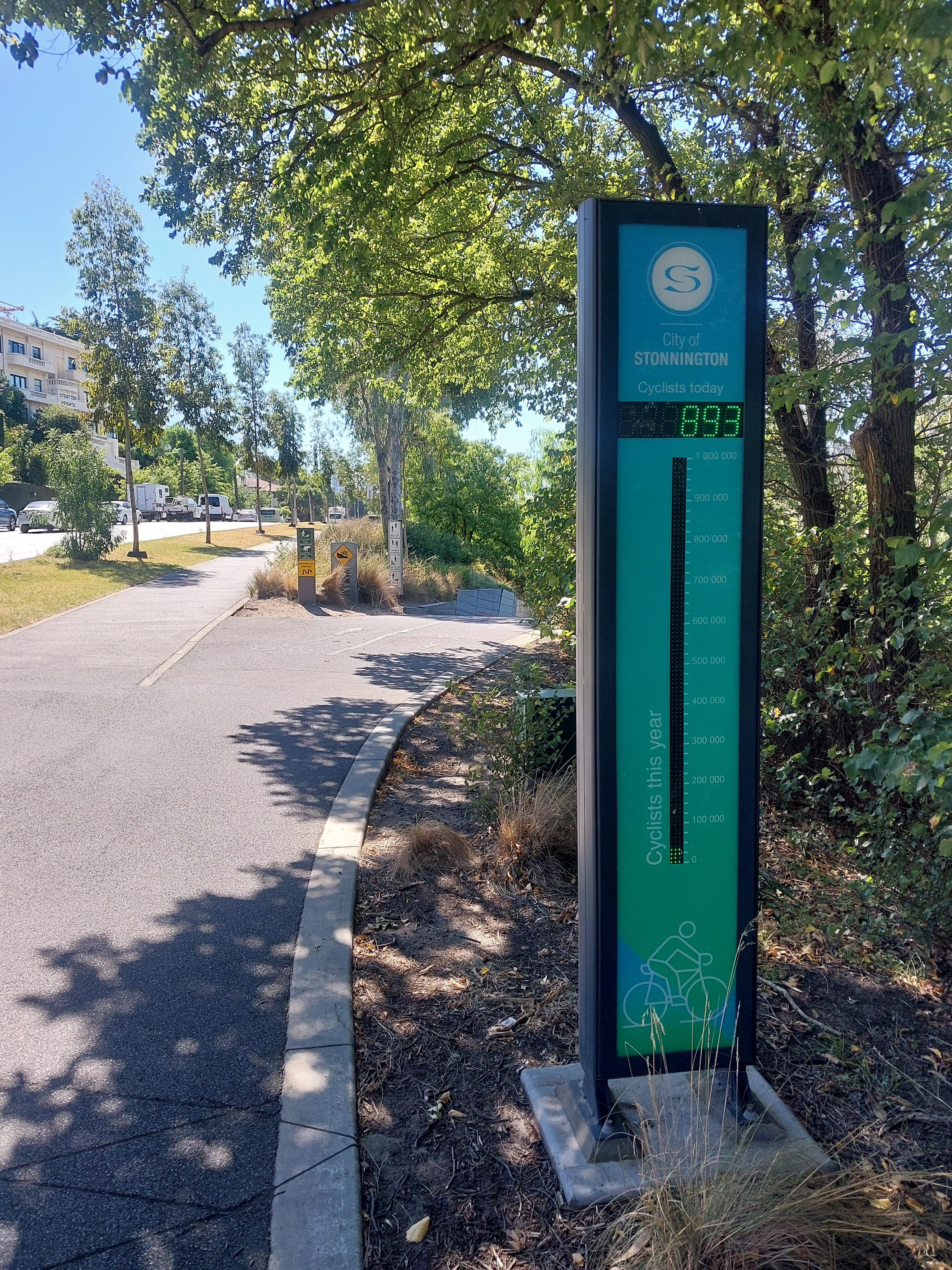
Sčítač cyklistů v Melbourne, Austrálii

Sčítač cyklistů je elektronické zařízení počítající cyklisty, kteří projeli určitým úsekem. Jedná se o součást cyklistické infrastruktury. Některá zařízená sčítají také chodce nebo jezdce na koloběžkách a dalších dopravních prostředcích v rámci mikromobility.
Automatické sčítače nahrazují manuální počítání, které bývá velmi časově a finančně náročné. Oproti manuálnímu sčítaní jsou také data ze sčítačů detailnější a kontinuální. Na jejich základě lze rozlišit mezi dopravní a volnočasovou cyklistikou.
První sčítač v Praze byl instalován v roce 2010.

## Funkce
Sčítače mají více funkcí. Poskytují data o průjezdu cyklistů v různých úsecích měst, včetně přesného času. Tato data se následně využívají k plánování cyklodopravy.
Plní také funkci motivace lidí k jízdě na kole. To se týká sčítačů, které obsahují displej, informující o počtu projetých cyklistů. Většinou je uveden počet cyklistů za den, případně i za celý rok.
Lze také zjistit, pokud je cyklostezka využívána na zakázaný průjezd automobilů.

## Galerie

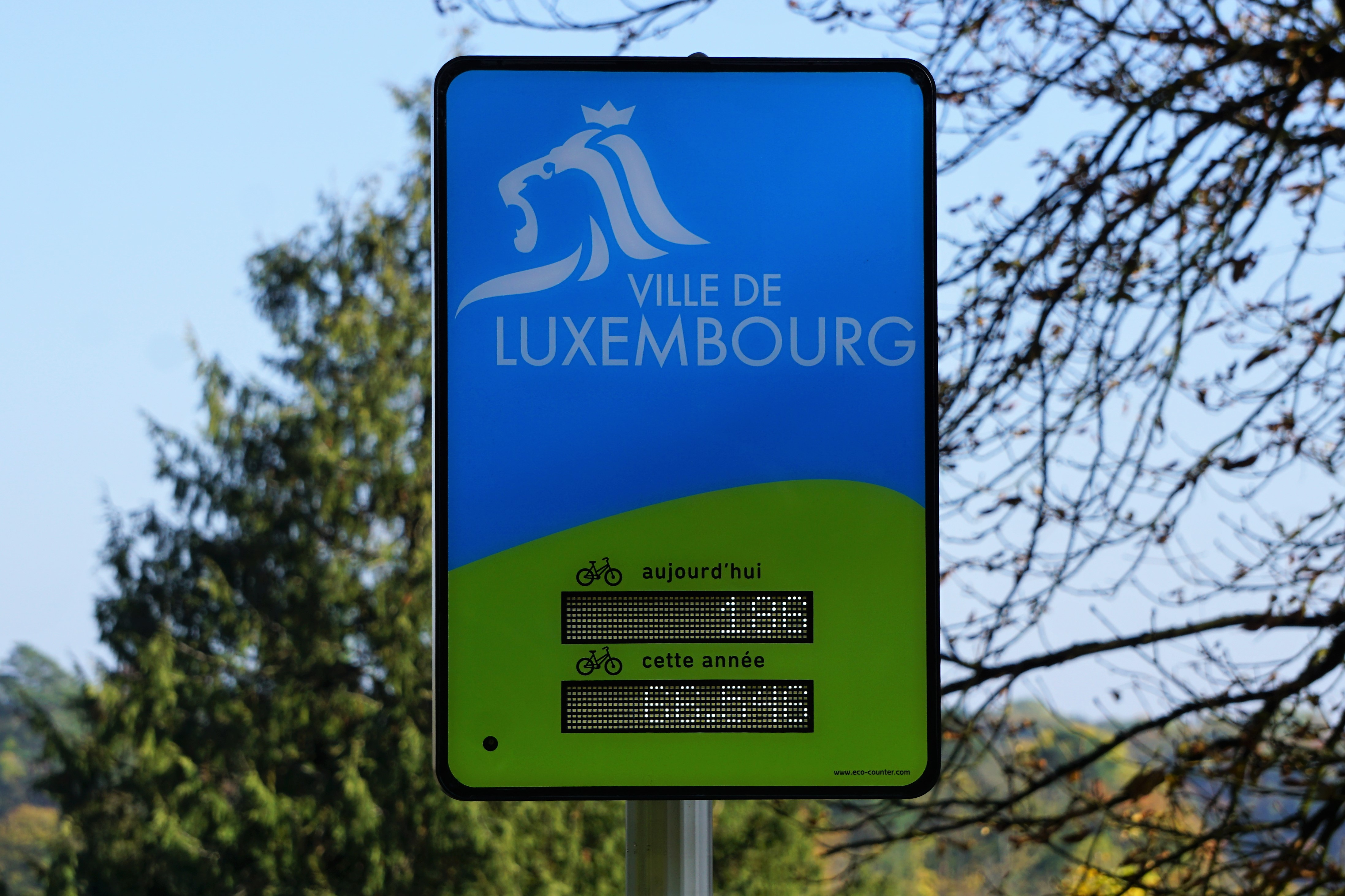
Sčítač v Lucembursku
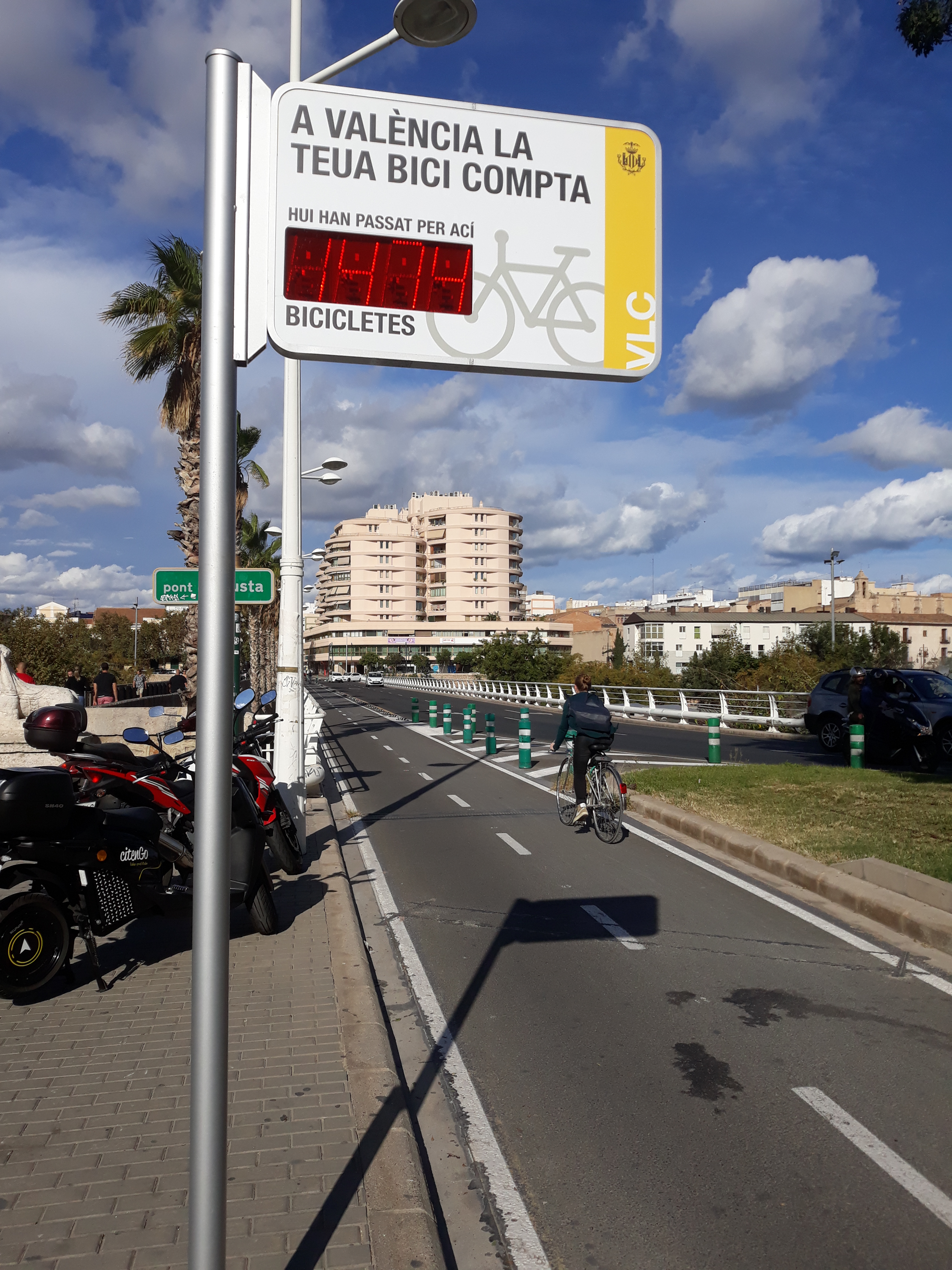
Sčítač ve Španělsku
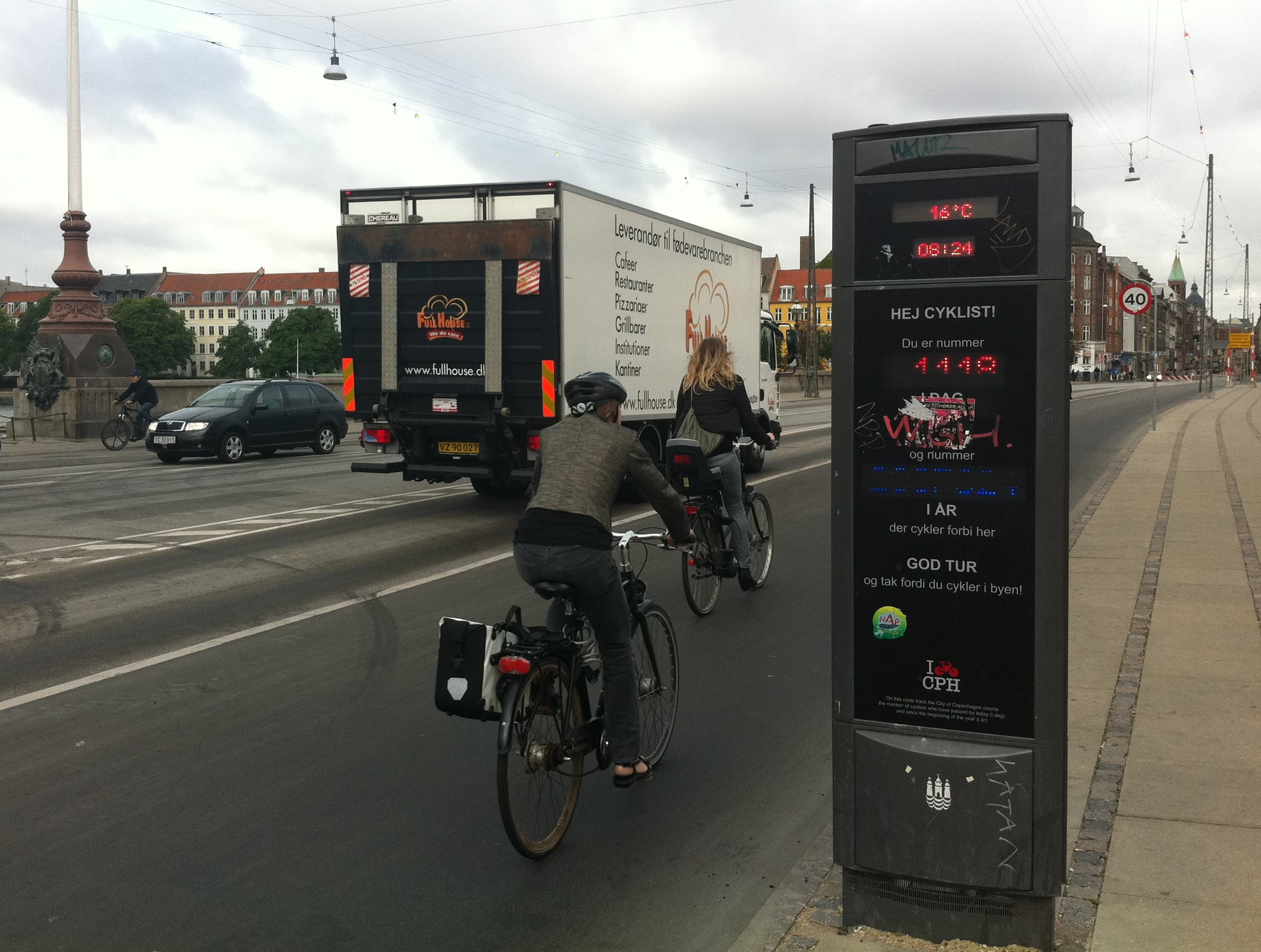
Sčítač v Dánsku ukazující čas a teplotu
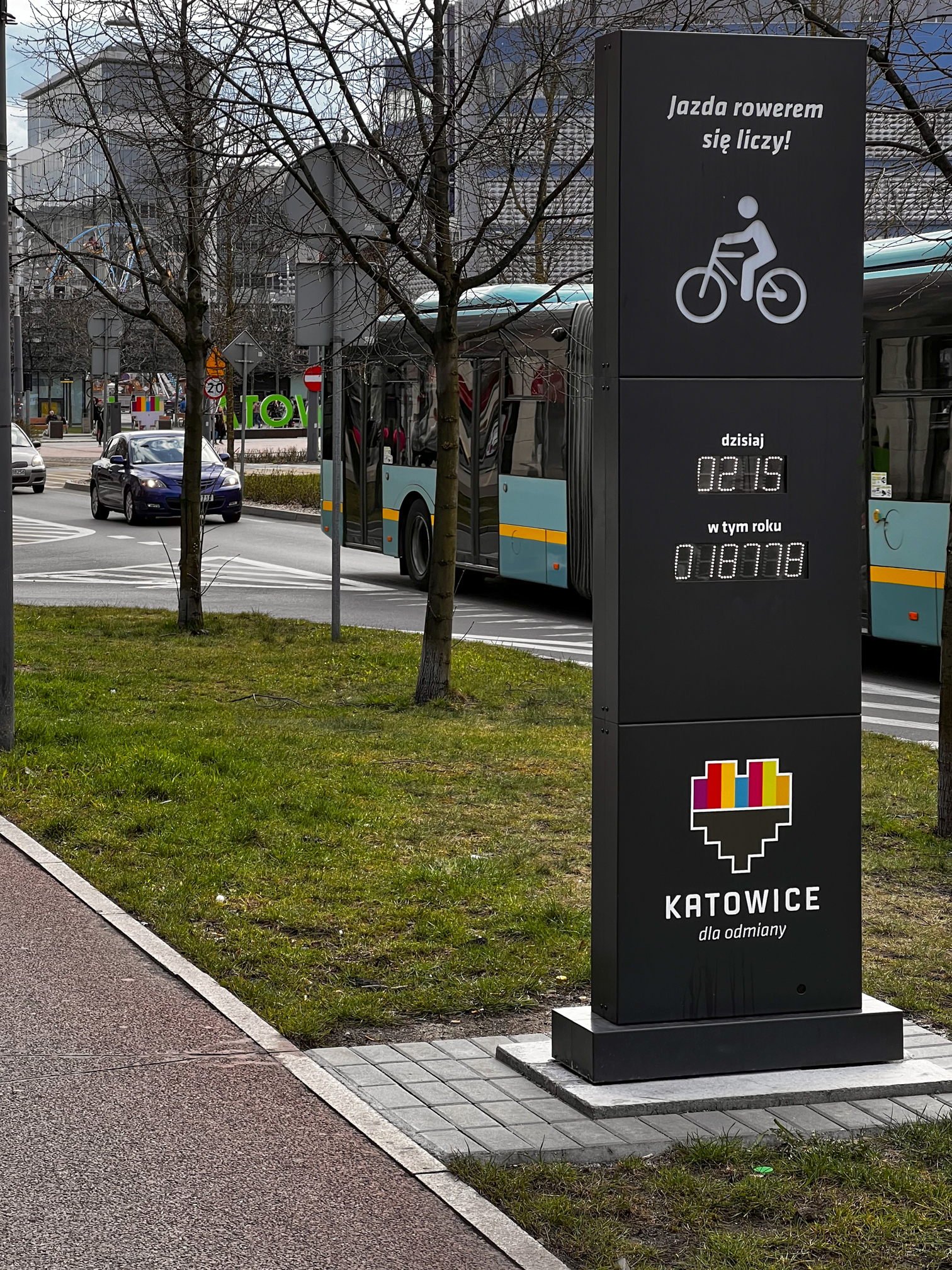
Sčítač v polských Katovicích